# Rabenkirchen-Faulück
Rabenkirchen-Faulück (dänisch Ravnkær-Fovlløk) ist eine Gemeinde an der Schlei im Kreis Schleswig-Flensburg in Schleswig-Holstein. In seiner heutigen Form besteht das Gemeindegebiet seit 1971. Faulück (dän. Fovlløk), Faulückfeld (Fovlløkmark), Karschau (Karskov), Neuwerk, Rabenkirchen (Ravnkær), Rabenkirchenholz (Ravnkærskov) und Spinkery (Spinkeryde) liegen im Gemeindegebiet.

## Geografie und Verkehr
Rabenkirchen-Faulück liegt etwa sechs Kilometer westlich von Kappeln an der Bundesstraße 201 von Kappeln nach Husum. Die Orte der Kommune gehörten in dänischer Zeit der Schliesharde (auch Schleiharde, dän. Slisherred) am nördlichen Schleiufer an.

## Geschichte

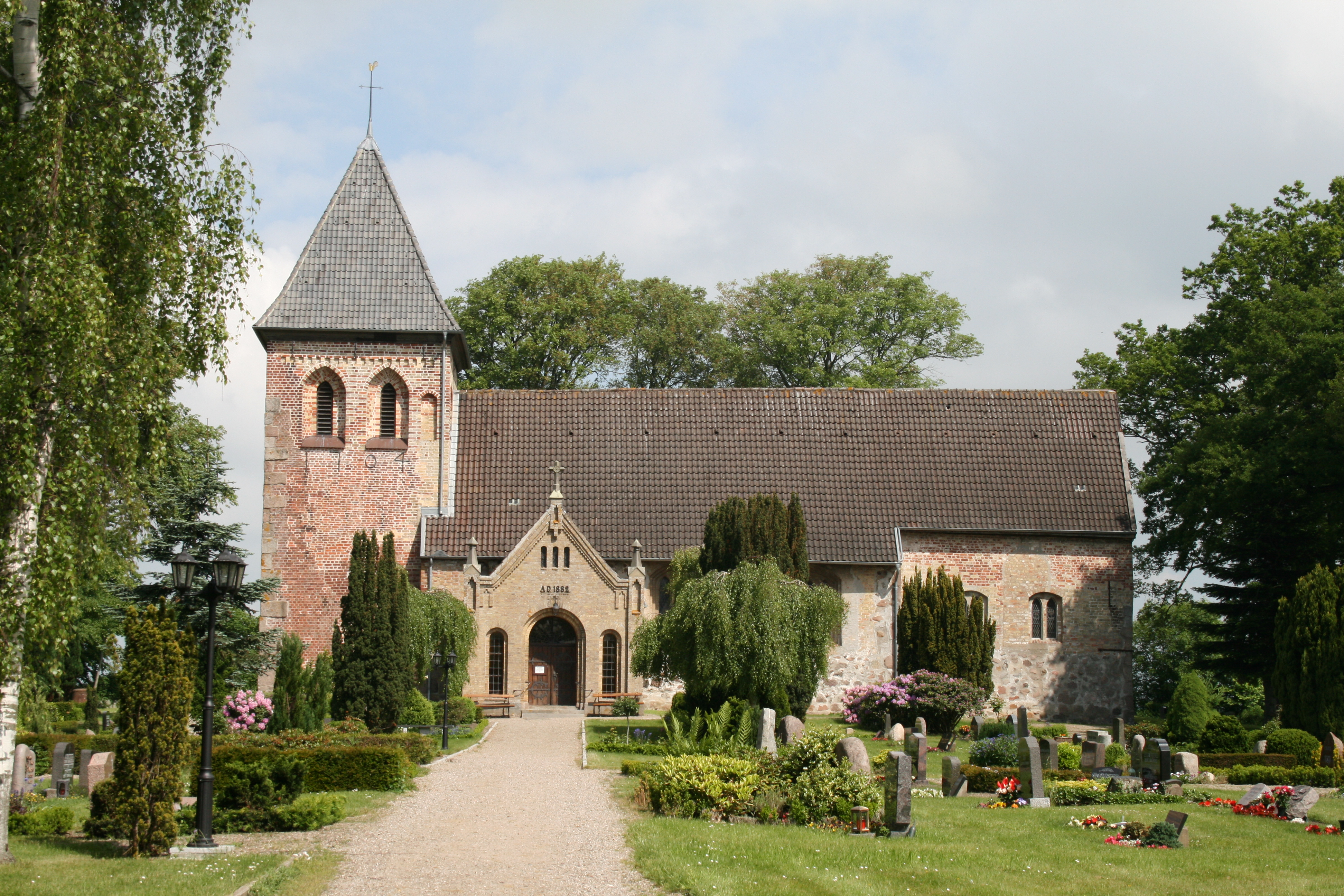
Marienkirche in Rabenkirchen

Der Ort Rabenkirchen wurde erstmals in König Waldemars Erdbuch 1231 als Rafnækyaer erwähnt. Im Jahre 1403 findet sich die Form Ravenkier, 1509 Rauenkar und 1528 Ravenkarken. Der Ortsname setzt sich zusammen aus Rabe (dänisch ravn, altnordisch hrafn, niederdeutsch Råf) und dänisch -kær für Kratt, Bruch. Zweiter Namensteil wurde im Deutschen später zu -kirchen (mnd. kerke, nnd. kark) umgedeutet.
Der Ort Faulück wurde 1231 als Fughælwich erwähnt, 1554 findet sich Fauvelck. Bei Mejer 1641 heißt es bereits Fagelluick. Der Name geht auf die altdänischen Worte für Vogel (altdänisch foghl, mitteldänisch fovl) und für Bucht (altdänisch wik) zurück. Seine ursprüngliche Bedeutung ist damit Vogelbucht. Aus ursprünglich Fughælwwik wurde auf Grund der Assimilation des w an das vorhergehende l sowie die Senkung und Rundung des i zu ø Fovlløk(ke) (mda. Fovllyk). Obwohl der Ort nicht unmittelbar an der Schlei liegt, ist er vermutlich nach einer Bucht an der Schlei benannt.
Der Namensbestandteil Kar- in Karschau steht entweder für das dänische karse für Kresse oder geht auf das altnordische kjarr für Krat, Buschwerk zurück. Der zweite Bestandteil -schau steht für Wald (dänisch skov).
Die St.-Marien-Kirche, eine romanische Feldsteinkirche, wurde im 12. Jahrhundert erbaut. Im 15. Jahrhundert wurde der romanische Chor abgebrochen und durch einen größeren spätgotischen Bau aus Feld- und Backsteinen ersetzt. Der Backsteinturm wurde Ende des 15. Jahrhunderts als erster Steinturm in Angeln angebaut und im 17. Jahrhundert mit Granit verkleidet. Das Pastorat stammt aus dem Jahr 1822. Sehenswert sind die Wandmalereien aus dem 17. Jahrhundert im
Erdgeschoss des Kirchturmes. Die Orgel über dem Altar gilt als die älteste in Angeln. Sie wurde 1999 originalgetreu erneuert. Gegenüber der Kanzel befindet sich die Loge der adligen Gutsbesitzer von Gut Dollrott. Zur Loge gelangt man über eine Außentreppe an der Nordwand.

### Legende
Die Kirche liegt abseits des Ortes Rabenkirchen auf einer kleinen Erhebung. Nach einer Sage sollen sich zwei Raben als Himmelsboten auf dem weit vom Dorf entfernten Hügel niedergelassen und den Bauplatz der Kirche bestimmt haben. Doch wie bei vielen Kirchen des 12. und 13. Jahrhunderts existierte auch hier ein vorchristlicher Kultplatz. Darauf verweisen Odins Raben (Hugin und Munin).

### Jüngere Geschichte
Ab 1904 führte die Bahnstrecke Süderbrarup–Kappeln durch die Gemeinde und hatte dort auch einen Bahnhof. Der Personenverkehr wurde 1972 eingestellt. Seit 1979 führt der Verein „Freunde des Schienenverkehrs Flensburg e. V. (FSF)“ in der Saison Ausflugsfahrten unter dem Namen „Angelner Dampfeisenbahn“ mit historischen Schienenfahrzeugen auf der dem Abschnitt zwischen Kappeln und Süderbrarup durch, die auch durch Rabenkirchen-Faulück führen.
Am 1. April 1971 wurde die Gemeinde Rabenkirchen-Faulück durch den Zusammenschluss der bisherigen Gemeinden Faulück und Rabenkirchen neu gebildet.
Im Jahre 2000 wurde auf Gemeindegebiet vor Karschau in der Schlei das Wrack eines großen Frachtschiffs aus dem 12. Jahrhundert gefunden. Das Schiff gehört zu den letzten seiner Art, die nach zu der Zeit herkömmlichem Muster in Südskandinavien gebaut wurden. Der Fund war der erste eines der hochseetüchtigen Schiffe, die damals zum Handeln die Schlei anliefen.

## Politik

### Gemeindevertretung
Bei der Kommunalwahl am 14. Mai 2023 wurden insgesamt neun Sitze vergeben. Von diesen erhielt die Wählergemeinschaft Rabenkirchen-Faulück sechs Sitze und die SPD drei Sitze.

### Wappen
Blasonierung: „In Gold ein an der Wurzel gespaltener grüner Eichbaum mit sieben Blättern und zwei silbernen Eicheln, begleitet in halber Höhe beiderseits von je einem dem anderen zugewendeten schwarzen Raben.“

## Sehenswürdigkeiten

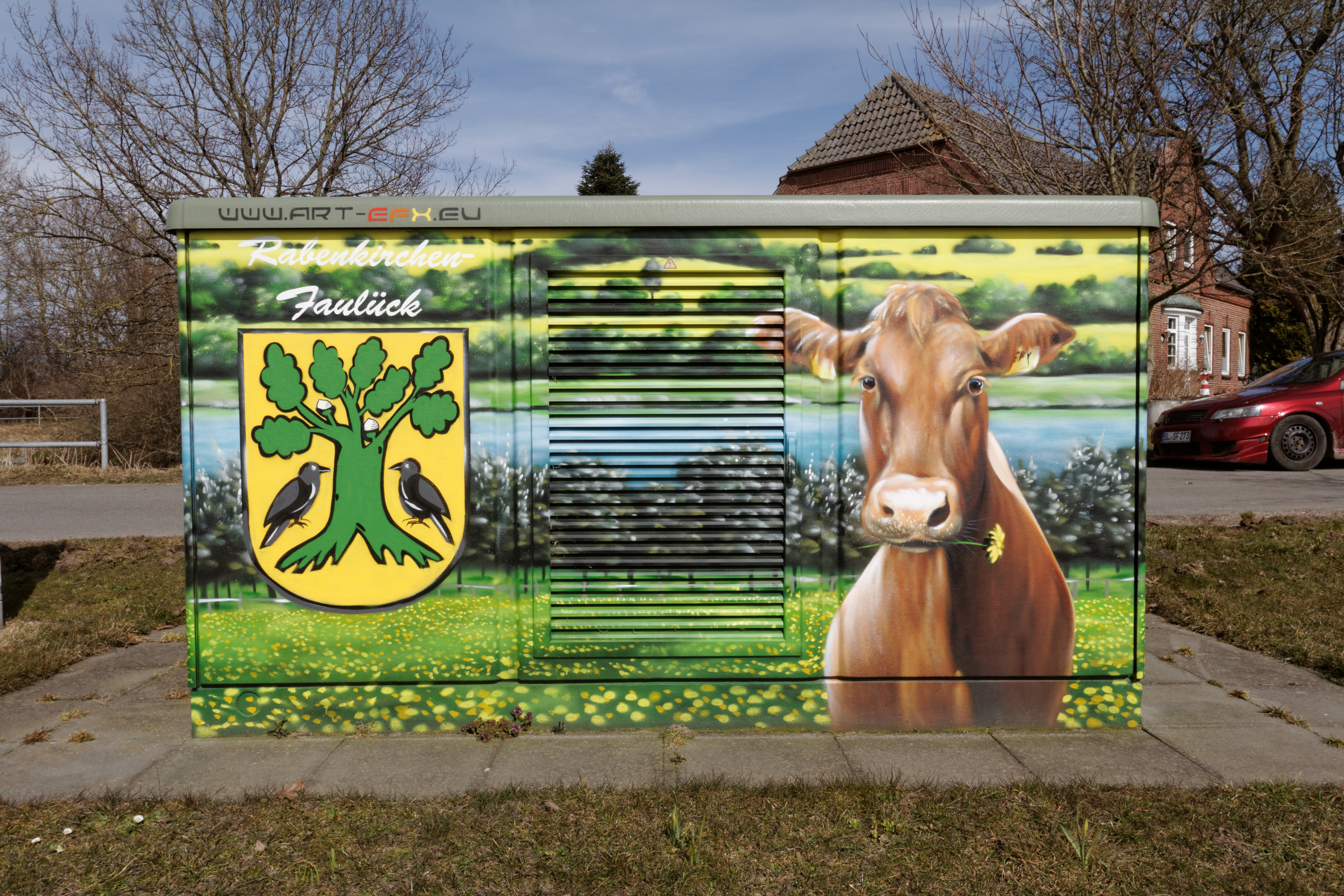
Umschaltstation
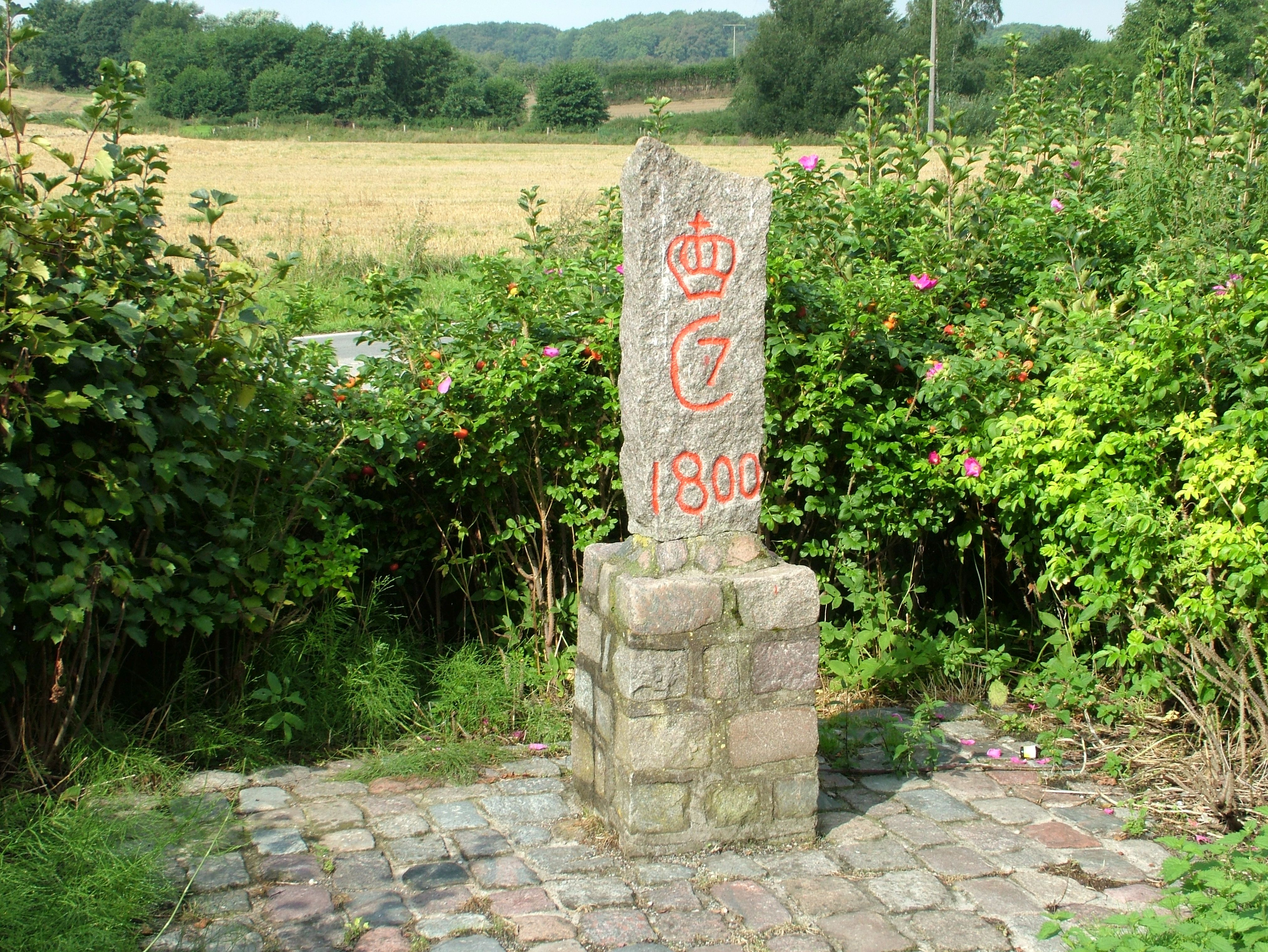
Grenzstein mit dem Monogramm Königs Christian VII.
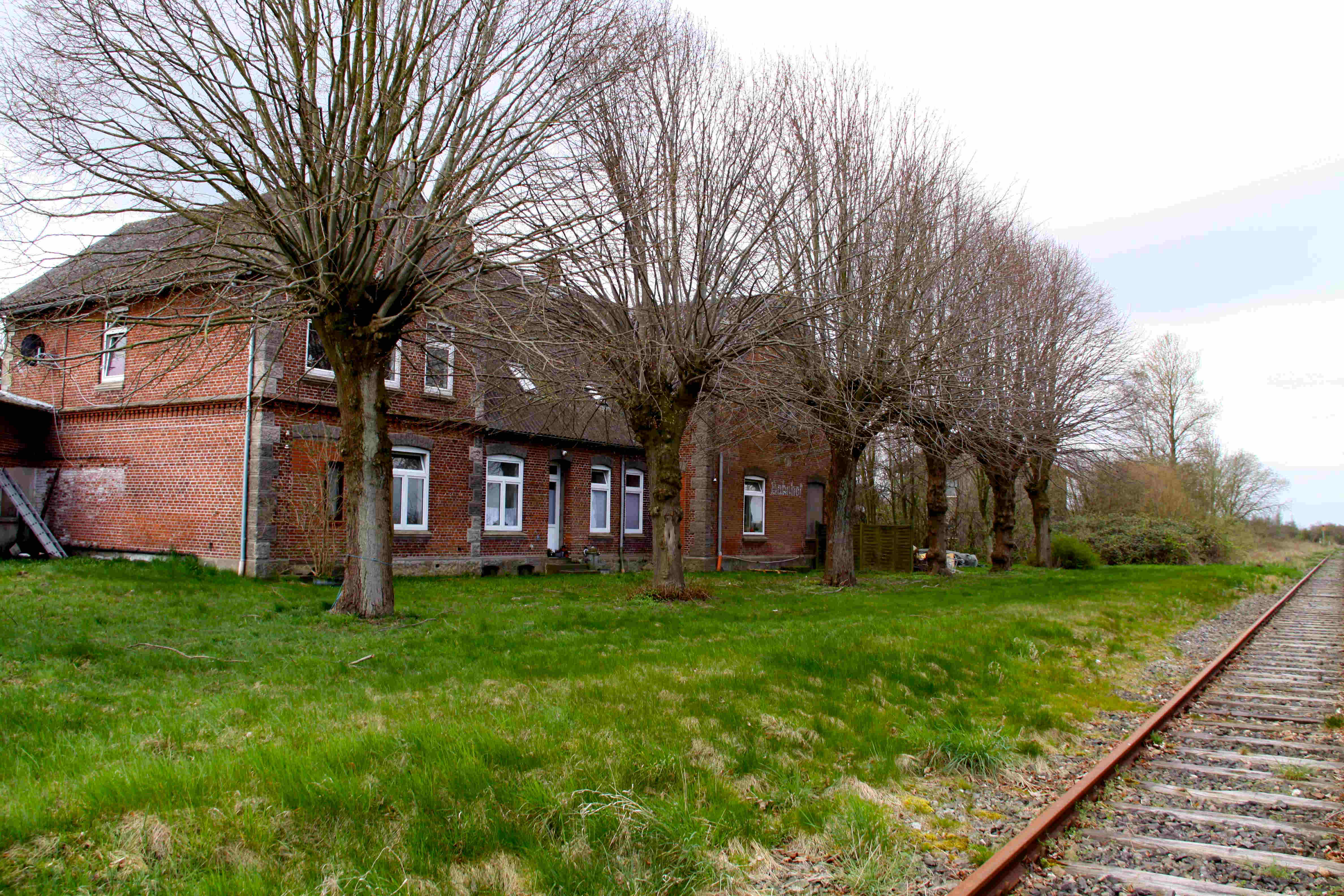
Bahnhofsgebäude Rabenkirchen

## Persönlichkeiten
- Johann Ludolph Forchhammer (1764–1810), Pädagoge